# Veronika Bauer
Veronika Bauer (Toronto, 17 oktober 1979) is een voormalig freestyleskiester uit Canada. Ze vertegenwoordigde haar vaderland op de Olympische Winterspelen 2002 in Salt Lake City, op de Olympische Winterspelen 2006 in Turijn en op de Olympische Winterspelen 2010 in Vancouver.
In 2012 liep Bauer na een val een hersenschudding op. In 2013 mocht ze weer trainen, maar liep nog een hersenschudding op en heeft sindsdien last van het postcommotioneel syndroom.

## Resultaten

### Olympische Winterspelen
| Jaar | Plaats         | Resultaten  |
| ---- | -------------- | ----------- |
| 2002 | Salt Lake City | 10e Aerials |
| 2006 | Turijn         | 12e Aerials |
| 2010 | Vancouver      | 15e Aerials |

### Wereldkampioenschappen
| Jaar | Plaats               | Resultaten  |
| ---- | -------------------- | ----------- |
| 1999 | Meiringen-Hasliberg  | 6e Aerials  |
| 2001 | Whistler             | Aerials     |
| 2003 | Deer Valley          | Aerials     |
| 2005 | Ruka                 | 11e Aerials |
| 2007 | Madonna di Campiglio | 7e Aerials  |

### Wereldbeker
Eindklasseringen
| Seizoen   | Algemeen         | Aerials           |
| --------- | ---------------- | ----------------- |
| 1997/1998 | 32e 64,00 punten | 9e 448,00 punten  |
| 1998/1999 | 21e 65,00 punten | 11e 196,00 punten |
| 1999/2000 | 14e 80,00 punten | 7e 400,00 punten  |
| 2000/2001 | 6e 88,00 punten  | 4e 440,00 punten  |
| 2001/2002 | 9e 84,00 punten  | 4e 420,00 punten  |
| 2002/2003 | 7e 93,00 punten  | · 556,00 punten   |
| 2003/2004 | 21e 35,00 punten | 6e 422,00 punten  |
| 2004/2005 | 24e 29,00 punten | 8e 353,00 punten  |
| 2005/2006 | 23e 29,00 punten | 6e 322,00 punten  |
| 2006/2007 | 30e 23,00 punten | 12e 140,00 punten |
| 2007/2008 | 66e 12,00 punten | 21e 108,00 punten |
| 2008/2009 | 20e 34,00 punten | 7e 237,00 punten  |
| 2009/2010 | 72e 9,00 punten  | 26e 56,00 punten  |
| 2010/2011 | 85e 6,00 punten  | 20e 40,00 punten  |

Wereldbekerzeges
| Datum            | Plaats       | Onderdeel |
| ---------------- | ------------ | --------- |
| 18 januari 2002  | Lake Placid  | Aerials   |
| 7 september 2002 | Mount Buller | Aerials   |
| 8 september 2002 | Mount Buller | Aerials   |
| 26 januari 2003  | Fernie       | Aerials   |

### Noord-Amerikabeker
Eindklasseringen
| Seizoen   | Algemeen         | Aerials          |
| --------- | ---------------- | ---------------- |
| 1995/1996 | 20e 16,00 punten | · 47,00 punten   |
| 1996/1997 | 9e 18,00 punten  | · 92,00 punten   |
| 1998/1999 | 41e 7,00 punten  | 14e 20,00 punten |
| 2001/2002 | 22e 13,00 punten | 12e 40,00 punten |

Noord-Amerikabekerzeges
| Datum           | Plaats      | Onderdeel |
| --------------- | ----------- | --------- |
| 3 februari 1996 | Lake Placid | Aerials   |